# Catapagurus sharreri
Catapagurus sharreri är en kräftdjursart som beskrevs av Alphonse Milne-Edwards 1880. Catapagurus sharreri ingår i släktet Catapagurus och familjen eremitkräftor. Inga underarter finns listade i Catalogue of Life.